# Omanellinus populus
Omanellinus populus är en insektsart som beskrevs av Zhang. Omanellinus populus ingår i släktet Omanellinus och familjen dvärgstritar. Inga underarter finns listade i Catalogue of Life.